# Arrheniusbjörnbär
Arrheniusbjörnbär (Rubus arrhenii) är en rosväxtart som först beskrevs av Johan Martin Christian Lange, och fick sitt nu gällande namn av Johan Martin Christian Lange. Arrheniusbjörnbär ingår i släktet rubusar, och familjen rosväxter. Inga underarter finns listade i Catalogue of Life.